# Osttimoresisch-palauische Beziehungen
Die Osttimoresisch-palauische Beziehungen beschreiben das zwischenstaatliche Verhältnis von Osttimor und Palau.

## Geschichte
Osttimor und Palau schlossen am 16. August 2002 diplomatische Beziehungen. Osttimor ist zwar Teil Asiens, hat aber auch Ethnien, die Papuasprachen sprechen, weshalb es auch Beziehungen zur pazifischen Welt pflegt. Als Beobachter nahm Osttimor im Juli 2002 am dritten Gipfel der AKP-Staaten und seit August 2002 an den jährlichen Treffen der Staats- und Regierungschefs des Pacific Islands Forum teil. 2016 trat das Land dem Pacific Islands Development Forum bei. Palau beteiligte sich 2006 bei der Integrierten Mission der Vereinten Nationen in Timor-Leste (UNMIT) mit Polizeikräften.
Beide Länder verfügen nicht über Vertretungen im jeweils anderem Land. Für 2018 gibt das Statistische Amt Osttimors keine Handelsbeziehungen zwischen den Osttimor und Palau an.